# Cyphosperma
Cyphosperma es un género con cuatro especies de plantas con flores perteneciente a la familia  de las palmeras (Arecaceae).  
Es nativa del sudoeste del Océano Pacífico.

## Taxonomía
El género fue descrito por H.Wendl. ex Benth & Hook.f. y publicado en Genera Plantarum 3: 895. 1883.
Etimología
Cyphosperma: nombre genérico de derivada de kyphos = "doblada, encorvada" y sperma = "semilla", probablemente refiriéndose a las jorobas irregulares y crestas en la semilla.

## Especies
- Cyphosperma balansae (Brongn.) H.Wendl. ex Salomón (1887).
- Cyphosperma tanga (H.E.Moore) H.E.Moore (1977).
- Cyphosperma trichospadix (Burret) H.E.Moore (1977).
- Cyphosperma voutmelense Dowe (1993).